# Giampiero Marini
Giampiero „Malik“ Marini (* 25. Februar 1951 in Lodi, Italien) ist ein ehemaliger italienischer Fußballspieler und -trainer.
Während seiner aktiven Laufbahn spielte Marini als Mittelfeldspieler, seine größte Stärke war seine Spielübersicht. Mit Italien wurde er 1982 Weltmeister.

## Spielerkarriere

### Im Verein
Giampiero Marini begann seine Karriere bei der AC Fanfulla, danach spielte er bei Varese, Reggina Calcio, die US Triestina und schließlich für Inter Mailand, mit denen er in der Saison 1979/80 die italienische Meisterschaft und zweimal die Coppa Italia gewinnen konnte. Insgesamt absolvierte er 256 Serie-A-Spiele und erzielte dabei zehn Tore.

### In der Nationalmannschaft
Giampiero Marini debütierte am 1. November 1980 beim 2:0 gegen Dänemark in der Nationalmannschaft. Insgesamt absolvierte er 20 Länderspiele, in denen ihm kein Tor gelang. Marinis größter Erfolg ist der Gewinn des Weltmeistertitels bei der WM 1982 in Spanien, bei der er unter Trainer Enzo Bearzot für Italien fünf Spiele absolvierte. Seine letzte Partie in der Squadra Azzurra bestritt Marini am 16. April 1983 beim 0:1 in Rumänien.

## Trainerkarriere
In der Endphase der Saison 1993/94 wurde Marini Nachfolger von Osvaldo Bagnoli als Trainer von Inter Mailand und konnte die Nerazzurri trotz schlechter Resultate in der Meisterschaft gerade noch vor dem Abstieg aus der Serie A bewahren. Im UEFA-Pokal hingegen, führte Marini den Verein mit zwei 1:0-Siegen gegen den SV Austria Salzburg zum Titelgewinn. Nach der Saison wurde Ottavio Bianchi Marinis Nachfolger als Inter-Trainer.
Im Sommer 1997 trat Giampiero Marini seine zweite Stelle als Cheftrainer an. Er schaffte es auf Anhieb, die US Cremonese zum Aufstieg in die Serie B zu führen. In der folgenden Spielzeit wurde er nach einer Reihe von negativen Resultaten kurz vor Weihnachten 1998 entlassen. Sein Nachfolger konnte Cremoneses Abstieg in die Serie C1 nicht verhindern.

## Erfolge

### Als Spieler
- Italienische Meisterschaft: 1979/80
- Coppa Italia: 1977/78, 1981/82
- Fußball-Weltmeisterschaft: 1982

### Als Trainer
- UEFA-Pokal: 1993/94